# Erinnyis oenotrus
Erinnyis oenotrus é uma espécie de mariposa do gênero Erinnyis.

## Taxonomia
A espécie foi descrita em 1780 por Pieter Cramer.